# Тундра Землі Королеви Мод
Тундра Землі Королеви Мод — антарктичний екорегіон тундри, розташований в Східній Антарктиді.

## Географія
Екорегіон тундри Землі Королеви Мод охоплює вільні від постійного льоду ділянки, розташовані у внутрішніх районах Землі Королеви Мод в Східній Антарктиді. Більшість цих ділянок являє собою нунатаки — поодинокі скелясті гірські вершини, що підіймаються над поверхнею льодовика. Три чверті території екорегіону розташовані на висоті понад 1500 м над рівнем моря, а його середня висота становить майже 2000 м над рівнем моря. Вільних від льоду прибережних ділянок на Землі Королеви Мод немає, оскільки уздовж берегової лінії простягається майже суцільний шельфовий льодовик. Загалом майже 98 % всієї Антарктиди вкрито льодовиками, які містять 90 % світового льоду та майже 70 % прісної води на Землі.
На Землю Королеви Мод претендує Норвегія як на свою залежну територію, однак згідно Договору про Антарктику усі територіальні претензії в Антарктиці заморожені до 2048 року.

## Клімат
В межах екорегіону переважає дуже холодний клімат льодовикової шапки (EF за класифікацією кліматів Кеппена). Середньорічна температура в екорегіоні коливається від -15 °C до -20 °C. Влітку температура на кілька тижнів тут може підійматися вище 0 °C. На узбережжях регіону дмуть сильні стокові вітри. Земля Королеви Мод лежить на південь від Південного полярного кола. Влітку тут триває полярний день, а взимку — полярна ніч.

## Флора і фауна
Рослинний покрив вільних від постійної криги антарктичних оаз представлений полярними пустелями, у яких зустрічаються деякі види лишайників, мохів та водоростей, пристосованих до екстремальних кліматичних умов. Загалом в екорегіоні зустрічається 13 видів мохів та 33 види лишайників. Також тут зареєстровано кілька видів безхребетних тварин: три види тихоходів, один вид нематод та чотири види кліщів. 
На нунатаку Свартамарен заввишки 2100 м розташована найбільша гніздова колонія морських птахів в Антарктиді. Тут щороку гніздиться понад 250 000 пар антарктичних буревісників (Thalassoica antarctica), до 1000 пар білих буревісників (Pagodroma nivea) та близько 80 пар антарктичних поморників (Stercorarius maccormicki). Натомість гніздові колонії пінгвінів Аделі (Pygoscelis adeliae), одних з найпоширеніших птахів Антарктиди, в екорегіоні відсутні через брак вільних від льоду прибережних районів.

## Збереження
Територія екорегіону перебуває під захистом Протоколу про охорону навколишнього середовища згідно Договору про Антарктику. В його межах розташована одна особлива антарктична природоохоронна територія — нунатак Свартамарен (ASPA-142). Ще одна особливо охоронювана територія — льодовик Дакшин-Ганготрі (ASPA-163) — розташована поблизу кордонів екорегіону, однак не містить вільних від льоду ділянок. Загалом на цих територіях зустрічається майже 17 % видів, зареєстрованих в регіоні, та 2 % від усіх видів, поширених в Антарктиді.
В межах екорегіону розташовано вісім антарктичних дослідницьких станцій, з яких чотири станції, зокрема індійська станція Майтрі, російська станція Новолазарєвська, південноафриканська станція САНАЕ IV та норвезька станція Троль — є постійно діючими, а інші чотири є сезонними і працюють лише влітку. Щороку екорегіон відвідують понад 300 науковців та від 12 до 80 туристів.